# Ленард против Pepsico
Ленард против Pepsico (англ. Leonard v. Pepsico, Inc.; 88 F. Supp. 2d 116, (S.D.N.Y. 1999), aff'd 210 F.3d 88 (2d Cir. 2000)) — иск, рассматривавшийся в 1999 году Окружным судом Южного округа штата Нью-Йорк. Истцом выступал житель Сиэтла Джон Ленард (англ. John D. R. Leonard), ответчиком — компания Pepsico, производитель «Пепси-колы».

## История
В 1996 году Pepsico начала маркетинговую кампанию Pepsi Stuff. Содержание акции было следующее: при покупке бутылок напитка начислялись очки (англ. Pepsi Points), которые затем могли быть потрачены на приобретение товаров с логотипом «Пепси». Каталог товаров, которые можно было приобрести таким способом, содержал 53 наименования с указанием для каждого из них необходимого числа очков. К примеру, для приобретения майки требовалось собрать 75 очков, а кожаной куртки — 1450 очков. Кроме того, дополнительные очки можно было приобрести по цене 10 центов за каждое, но для приобретения одного товара в любом случае требовалось набрать 15 стартовых очков от бутылок.
Один из рекламных роликов кампании демонстрировал некоторые призы с указанием внизу экрана их баллового эквивалента. Видео заканчивалось тем, что главный герой — подросток — сажает на школьный двор реактивный штурмовик AV-8B «Харриер» II. В этот момент на экране появлялась подпись — «7 000 000 очков». При этом стоимость настоящего такого самолёта составляла около 23 млн долларов. 21-летний студент бизнес-администратор Джон Ленард принял этот ролик за обязательство Pepsico предоставить штурмовик любому человеку, набравшему это число баллов. Для получения самолёта он приобрёл необходимое для 15 стартовых очков количество бутылок и занял 700 тыс. долларов для приобретения дополнительных очков. В марте 1996 года он отправил денежный чек с этой суммой в Pepsico. Вместе с чеком Ленард отослал бланк заказа, где в качестве требуемого товара указал 1 реактивный самолёт «Харриер». В мае Pepsico вернула чек отправителю, ссылаясь на то, что по условиям акции заказу подлежат только товары из каталога, а рекламный ролик носил исключительно юмористический характер. Не удовлетворившись этим объяснением, Джон Ленард уведомил Pepsico, что будет вынужден обратиться в суд. Pepsico подала упреждающий иск, на что последовал ответный иск от Ленарда.
Разбирательства по этому делу длились три года. При этом представитель Пентагона Кеннет Бэкон сразу же заявил, что «Харриер» не может быть продан в частные руки. Также, по заявлению Бэкона, штурмовики «Харриер» к тому моменту уже не производились и не были сертифицированы Федеральным управлением гражданской авиации США. В 1999 году Окружной суд Южного округа Нью-Йорка вынес решение, по которому Ленарду было отказано в удовлетворении его требований. В решении указывалось, что поскольку бланк заказа не был утверждён, а деньги по чеку не были зачислены на банковский счёт компании, ответчик не имеет обязательств перед истцом. Кроме того, суд посчитал, что шуточный характер обещания должен быть очевиден любому разумному человеку.